# 巴伦布尔
巴伦布尔（羅馬化：Pālanpur）是印度古吉拉特邦伯纳斯甘塔县的一个城镇。总人口110383（2001年）。

## 人口
该地2001年总人口110383人，其中男性58019人，女性52364人；0—6岁人口14316人，其中男7919人，女6397人；识字率70.16%，其中男性为78.32%，女性为61.13%。